# (4944) Kozlovskij
(4944) Kozlovskij es un asteroide perteneciente al cinturón de asteroides, descubierto el 2 de septiembre de 1987 por la astrónoma soviética Liudmila Chernyj desde el Observatorio Astrofísico de Crimea (República de Crimea), Rusia).

## Designación y nombre
Designado provisionalmente como 1987 RP3. Fue nombrado Kozlovskij en honor al tenor ucraniano Iván Kozlovski.